# 伊特贝克
伊特贝克是德国下萨克森州的一个市镇。总面积41.01平方公里，总人口1775人，其中男性903人，女性872人（2011年12月31日），人口密度43人/平方公里。